# Hugo Gatti
Hugo Orlando Gatti (* 19. August 1944 in Carlos Tejedor, Provinz Buenos Aires; † 20. April 2025 in Buenos Aires) war ein argentinischer Fußballspieler. Der Torhüter nahm mit der argentinischen Nationalmannschaft an der Weltmeisterschaft 1966 teil und gewann auf Vereinsebene mit den Boca Juniors zweimal die Copa Libertadores und einmal den Weltpokal.

## Karriere

### Vereinskarriere
Hugo Gatti entstammte der Jugendabteilung von Club Atlético Atlanta, einem kleineren Verein aus Argentiniens Hauptstadt Buenos Aires. Im Jahr des größten Erfolges der Vereinsgeschichte, dem Gewinn der Copa Suecia 1960, begann Gattis Zeit in der Jugend von Atlanta, zwei Jahre darauf wurde er in den Seniorenbereich aufgenommen. Von nun an hütete der Goalkeeper bis 1964 in dreißig Ligaspielen das Tor des Vereins. 1964 wurde er von River Plate unter Vertrag genommen und kam zu 77 Ligaeinsätzen im Trikot von River Plate, das er von 1964 bis 1968 trug. 1969 wechselte Hugo Gatti zu Gimnasia y Esgrima de La Plata in die gleichnamige Hauptstadt der Provinz Buenos Aires. Bei Gimnasia y Esgrima de La Plata wurde er sofort Stammspieler und kam in den folgenden sechs Jahren bis 1974 zu 224 Spielen in der Profimannschaft des Vereins. Ein großer Erfolg gelang ihm mit dem Mittelfeldclub der Primera División allerdings nicht.

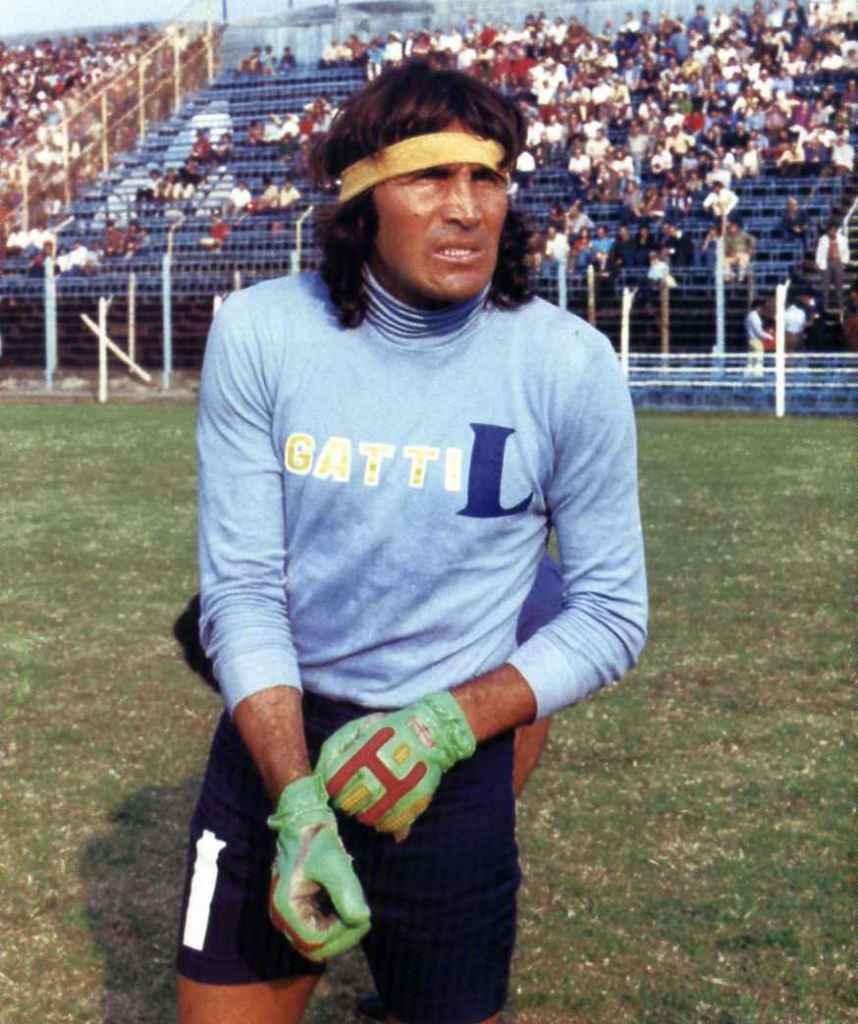
Gatti im Trikot der Boca Juniors (Ende der 1970er-Jahre)

Nach einem einjährigen Intermezzo bei Unión de Santa Fe ging Hugo Gatti 1976 zu den Boca Juniors. Unter Trainer Juan Carlos Lorenzo, der Gatti zuvor schon bei Unión de Santa Fe trainiert hatte, verbrachte der Club eine seiner erfolgreichsten Phasen überhaupt. 1976 (zwei Titel) und 1981 konnte dreimal die argentinische Fußballmeisterschaft gewonnen werden. Zudem drangen die Boca Juniors in den Jahren 1977 und 1978 zweimal ins Finale der Copa Libertadores, dem wichtigsten Fußballwettbewerb für Vereinsmannschaften in Südamerika, vor und gewannen beide Endspiele gegen Cruzeiro Belo Horizonte und Deportivo Cali. Bei beiden Libertadores-Spielzeiten zählte Gatti zur absoluten Stammformation in Lorenzos Mannschaft. 1977 spielte er alle drei Endspiele; es war ein Entscheidungsspiel nötig, nachdem es nach Hin- und Rückspiel remis gestanden hatte. 1978 war er wieder beim Rückspiel dabei, nachdem ihn im ersten Finalspiel Carlos Rodríguez vertreten hatte. Den Weltpokal 1977 gewann Hugo Gatti mit den Boca Juniors, wo er unter anderem mit Alberto Tarantini, Rubén Suñé oder Francisco Sá zusammen spielte durch einen Sieg gegen Borussia Mönchengladbach, den unterlegenen Finalisten des Europapokal der Landesmeister 1976/77. 1978 wurde der Weltpokal nicht ausgetragen.
Hugo Gatti spielte von 1976 bis 1988 für die Boca Juniors und brachte es während dieser Zeit auf 381 Ligaspiele mit einem Tor für den Verein. In letztgenanntem Jahr beendete er im Alter von 44 Jahren seine aktive Karriere. Mit insgesamt 765 Spielen in der Primera División ist er noch heute der Spieler mit den meisten Einsätzen in der argentinischen Eliteliga. Zudem hält Gatti zusammen mit Ubaldo Fillol mit 26 gehaltenen Ligaelfmetern einen weiteren Rekord in dieser Liga. Bekannt ist Hugo Gatti auch für seine Spielweise, die sich sehr an der des ehemaligen River Plate-Torhüters Amadeo Carrizo orientierte, dem er 1960 als 16-Jähriger einmal beim Fußballspielen zuschaute und dessen Spielart ihm sehr zusagte. Als einer der wenigen Torhüter seiner Zeit war sein Handeln auf dem Platz geprägt durch das Fungieren als eine Art elfter Feldspieler, er verließ den Strafraum oft und half auch bei eigenen Angriffen. Im Jahre 1982 wurde Hugo Gatti im Alter von 38 Jahren zu Argentiniens Fußballer des Jahres gewählt und befindet sich im Ranking der besten Schlussmänner des Landes im 20. Jahrhundert von International Federation of Football History & Statistics auf dem dritten Rang.

### Nationalmannschaft
Zwischen 1967 und 1977 wurde Hugo Gatti in achtzehn Länderspielen der argentinischen Fußballnationalmannschaft eingesetzt. Ohne zuvor ein Länderspiel gemacht zu haben, wurde er von Nationaltrainer Juan Carlos Lorenzo ins Aufgebot für die Fußball-Weltmeisterschaft 1966 in England berufen. Bei dem Turnier wurde er jedoch nicht eingesetzt und war stets die Nummer 2 hinter Antonio Roma. Ein gutes Jahr nach der Weltmeisterschaft machte er am 13. August 1967 gegen Paraguay sein erstes Länderspiel. In den folgenden Jahren wurde Gatti immer einmal wieder im Nationalteam eingesetzt. Da Argentinien 1970 die Qualifikation für die Fußball-Weltmeisterschaft in Mexiko verpasste und er 1974 nicht im Kader für das Weltturnier in Deutschland stand, erlebte der Torwart keine weitere Weltmeisterschaft. Vor der Weltmeisterschaft 1978 im eigenen Land absolvierte er einige Freundschaftsspiele unter César Luis Menotti, der schließlich aber Ubaldo Fillol den Vorzug gab. Sein letztes Länderspiel machte Hugo Gatti am 5. Juni 1977.

## Tod
Gatti starb am 20. April 2025 im Alter von 80 Jahren im Krankenhaus Pirovano in Buenos Aires, nachdem er mehr als zwei Monate auf der Intensivstation verbracht hatte.